# Carl Fredrik Kiörboe

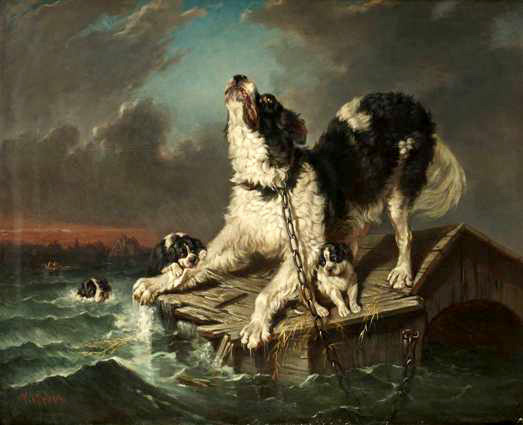
Översvämningen, 1850

Carl Fredrik Kiörboe, född 1 juni 1799 i Christiansfeld i Schleswig, död 2 januari 1876 i var en svensk konstnär.

## Biografi
Carl Kiörboe var son till köpmannen Andreas Fredrik Kiörboe från Norge och Inga Maria Norling från Sverige. Han gick först i handelslära i Holland och Hamburg, men tröttnade på detta yrke och flyttade efter sina föräldrars bortgång till sin morbror överdirektören vid Veterinärinrättningen S A Norling i Stockholm. Där fick han undervisning i djuranatomi och veterinärvetenskap. Efter avlagd examen som regementshästläkare 1828 blev han 1829 kornett vid Jämtlands hästjägareskvadron. Han avancerade till löjtnant 1833 och utnämndes 1837 till ryttmästare.
Kiörboe började sin konstnärliga alstring med små hästbilder i pastell, men övergick snart till olja jämte det han utgav hästporträtt i litografi, och medverkade som djurillustratör i olika böcker och tidskrifter, såväl hemma som i utlandet.
Efter ett besök i Berlin flyttade han 1840 till Paris, där han sedan förblev bosatt, och fick där möjlighet att studera för den holländska konstnären Henning. Han gifte sig 1846 med en förmögen fransk änka och förfranskade då sitt namn till Corbeau. 

Ryttarporträtt av Kiörboe föreställande Karl XV, 1860.

Han blev berömd för sina djurmålningar och målade flera ryttarporträtt bland annat över Karl XIV Johan 1843, Kejsar Napoleon III 1854 samt kejsarinnan Eugénie och under ett besök i Stockholm 1860 målade han av Karl XV till häst. Bland hans vanliga porträtt märks de över J Stille (nu på Göteborgs konstmuseum) och kaptenen Bengt von Hofsten.
På "Parissalongen" utställde han 1843 en Rävtavla och en Bulldogg, och han belönades med medaljer för målningarna Hjortjakt 1844 och Räv fången i snaran 1846. En av hans mest berömda tavlor är Översvämningen (en Newfoundlandshynda, som tjutande håller sig kvar på taket av en hundkoja, vilken bortföres av floden, medan hennes valpar i dödsångest klamra sig fast vid det bräckliga stödet; se bild). Han deltog med några års mellanrum i Konstakademiens utställningar 1831-1877, Parissalongen 1841-1874 och i olika samlingsutställningar i London. Han medverkade även i världsutställningen i Paris 1855. Hans konst består av porträtt och till stor del av djurstudier och jaktscener oftast i olja eller i form av teckningar. Han utsågs till ledamot av den svenska Konstakademien 1858 och blev senare även svensk hovmålare. 
Under Paris belägring och kommunupproret 1871 förstördes Kiörboes bostad i Montretout (Saint-Cloud). Han levde sina sista år hos sin styvdotter och måg i Dijon.
Carl Kiörboe utgav i litografi Portraits des chevaux les plus célèbres au haras royal suédois à Strömsholm (2 häften, 1829-31). Kiörboe är representerad vid bland annat Göteborgs konstmuseum, Nationalmuseum, Norrköpings konstmuseum och Skoklosters slott, såväl som på Malmö museum, Kunstmuseet i Köpenhamn, Nasjonalgalleriet i Oslo, Amiens museum, Revené-galleriet i Berlin, Gävle museum, Uppsala universitetsbibliotek och på Drottningholms slott.
Han tilldelades Litteris et Artibus 1863.